# Bóng đá tại Đại hội Thể thao Bán đảo Đông Nam Á 1969
Giải bóng đá tại Đại hội Thể thao Bán đảo Đông Nam Á 1969 diễn ra từ ngày 6 đến ngày 13 tháng 12 năm 1969 tại Yangon, Myanmar.

## Địa điểm thi đấu
- Sân vận động Tưởng nhớ Aung San, Yangon

## Các đội tuyển tham dự
- Miến Điện
- Malaysia
- Thái Lan
- Việt Nam Cộng hòa
- Lào

## Giải đấu

### Vòng bảng

#### Bảng A
| Đội       | ST | T | H | B | BT | BB | HS | Đ |
| --------- | -- | - | - | - | -- | -- | -- | - |
| Miến Điện | 1  | 0 | 1 | 0 | 1  | 1  | 0  | 1 |
| Thái Lan  | 1  | 0 | 1 | 0 | 1  | 1  | 0  | 1 |

Miến Điện giành vị trí đầu bảng nhờ tung đồng xu.
| Miến Điện | 1–1 | Thái Lan |
| --------- | --- | -------- |
|           |     |          |

#### Bảng B
| Đội               | ST | T | H | B | BT | BB | HS | Đ |
| ----------------- | -- | - | - | - | -- | -- | -- | - |
| Malaysia          | 2  | 2 | 0 | 0 | 4  | 2  | +2 | 4 |
| Lào               | 2  | 0 | 1 | 1 | 1  | 2  | −1 | 1 |
| Việt Nam Cộng hòa | 2  | 0 | 1 | 1 | 1  | 2  | −1 | 1 |

Lào giành vị trí thứ hai nhờ tung đồng xu.
| Malaysia | 2–1 | Lào |
| -------- | --- | --- |
|          |     |     |

| Malaysia | 2–1 | Việt Nam Cộng hòa |
| -------- | --- | ----------------- |
|          |     |                   |

| Lào | 0–0 | Việt Nam Cộng hòa |
| --- | --- | ----------------- |
|     |     |                   |

Lào giành vị trí thứ 2 nhờ tung đồng xu.

### Vòng đấu loại trực tiếp

#### Bán kết
| Malaysia | 0–3 | Thái Lan |
| -------- | --- | -------- |
|          |     |          |

| Miến Điện | 4–0 | Lào |
| --------- | --- | --- |
|           |     |     |

#### Tranh huy chương đồng
Trận tranh huy chương đồng không được tổ chức.

#### Tranh huy chương vàng
| Miến Điện | 3–0 | Thái Lan |
| --------- | --- | -------- |
|           |     |          |

## Nhà vô địch
| Vô địch Bóng đá nam SEAP Games 1969 Miến Điện Lần thứ ba |

## Bảng xếp hạng chung cuộc
| VT | Đội               | ST | T | H | B | BT | BB | HS | Đ | Kết quả cuối cùng   |
| -- | ----------------- | -- | - | - | - | -- | -- | -- | - | ------------------- |
| 1  | Miến Điện (H)     | 3  | 2 | 1 | 0 | 8  | 1  | +7 | 5 | Huy chương vàng     |
| 2  | Thái Lan          | 3  | 1 | 1 | 1 | 4  | 4  | 0  | 3 | Huy chương bạc      |
| 3  | Malaysia          | 3  | 2 | 0 | 1 | 4  | 5  | −1 | 4 | Huy chương đồng     |
| 4  | Lào               | 3  | 0 | 1 | 2 | 1  | 6  | −5 | 1 | Huy chương đồng     |
|    |                   |    |   |   |   |    |    |    |   |                     |
| 5  | Việt Nam Cộng hòa | 2  | 0 | 1 | 1 | 1  | 2  | −1 | 1 | Bị loại ở vòng bảng |

## Danh sách huy chương
| Vàng      | Bạc      | Đồng           |
| --------- | -------- | -------------- |
| Miến Điện | Thái Lan | Malaysia & Lào |

| Nội dung | Vàng | Bạc | Đồng |
| -------- | --- | --- | --- |
| Nam      | Miến Điện · Tin Aung · Maung Maung Myint · Maung Maung Tin · Hla Pe · Tin Han · Pe Khin · Aye Maung · Myo Win Nyunt · Ye Nyunt · Hla Htay · Saw Win · Suk Bahadur · Hla Kyi · Tin Aung Moe · Win Maung · Tin Win | Thái Lan · Chao on-Iam · Saravuth Parthipakornchai · Paiboon Unyapo · Supakij Meelarpkij · Suchin Kasiwat · Pullop Maklamtong · Snong Chaiyong · Kriengsak Vimolsate · Kriengsak Nukulsompratana · Bahas Pornsawan · Niwat Srisawat · Kevit Penglee · Sutdha Sudsa-Ade · Tatri Songma · Vivit Thisopa · Boonlert Nilpirom · Preecha Kitboon | Malaysia · Chow Chee Keong · Abdullah Nordin · Foe Fook Chuan · Sadar Khan · M. Chandran · Chan Yong Chong · Wong Fook Yoong · Ibrahim Mydin · Saharuddin Abdullah · Wong Choon Wah · Zulkifli Norbit · Namat Abdullah · Lim Kim Lian · Harun Yusoff · Yap Eng Kok · Soo Toh Kim Poh · Lee Soe Phang · N. Thanabalan Lào · Konekham Lescure · Somnuck Visaysouk · Tongvanh Sichampanakhone · Vathana Outhensakda · Douangdy · Deth Tansery · Phengsavanh · Sintirath Prasavath · Sipraseuth · Oudom Sengsirivan · Tuong · Lammone Phetphongsy · Saythong Siphasay · Thongsouk · Amphanh · Kamphao · Oupekha Sayavong |